# Serce Clarity
Serce Clarity (hiszp. Luz Clarita) – meksykańska telenowela z 1996 roku. Historia osieroconej dziewczynki, która trafia pod opiekę bardzo zamożnej rodziny.

## Wersja polska
W Polsce serial był emitowany w latach 90. w paśmie wspólnym TVP lokalnych (TVP Regionalna) po dwa odcinki po około 30 minut i liczył 123 odcinki, a nie 105. Wersję polską opracowała Telewizja Polska oddział w Łodzi. Autorką tekstu była Katarzyna Gregorowicz. Lektorem serialu był Tomasz Boruszczak.

## Obsada
- Verónica Merchant – Soledad (104 odcinki)[4]
- César Évora – Mariano de la Fuente (104)
- Daniela Luján – Luz Clarita (104)
- Ximena Sariñana – Mariela de la Fuente (104)
- Aitor Iturrioz – José Mariano de la Fuente (3)
- Paty Díaz – Natalia (3)
- Alejandro Tommasi – ojciec Salvador Uribe (3)
- Frances Ondiviela – Bárbara (104)
- Sussan Taunton – Erika (3)
- Miguel Pizarro – Roque (3)
- Lili Garza – Brígida (3)
- Tomás Goros – Anselmo (3)
- Elsa Cárdenas – Hada Reina (3)
- Adriana Acosta – Panchita (3)
- Gerardo Murguía – Servando (3)
- Evangelina Martínez – Prudencia (3)
- Lucero Lander – Sister Caridad (3)
- Julio Mannino – Bruno (3)
- Margarita Isabel – Verónica (3)
- Eleazar Gómez – El Chanclas (3)
- Esteban Franco – Arnulfo (3)
- José María Torre – Israel (3)
- Rocío Sobrado – Belinda (3)
- Eva Calvo – Cata (3)
- Graciela Bernardos – Mrs. Director (3)
- Sagrario Baena – Hortensia (3)
- Raúl Azkenazi – Rústico (3)
- Liza Echeverría – Dana (3)
- Maleni Morales – Pilar (3)
- Miguel Arteaga (3)
- Ninel Conde (3)
- José Antonio Marros (3)
- Sabine Moussier (3)

## Nagrody i nominacje

### Premios TVyNovelas(1997)
| Kategoria                     | Nominowani        | Wynik     |
| ----------------------------- | ----------------- | --------- |
| Najlepsza młoda aktorka       | Verónica Merchant | Wygrana   |
| Najlepszy występ dziecięcy    | Daniela Luján     | Wygrana   |
| Najlepszy występ dziecięcy    | Eleazar Gómez     | Nominacja |
| Najlepsza aktorka debiutująca | Ximena Sariñana   | Nominacja |